# メイドじゃないもん!
「メイドじゃないもん!」は、いわおかめめによる日本の漫画作品のシリーズ。

## 概要
小学館の漫画雑誌『ちゃお』にて2009年2月号から2010年2月号まで連載された。全12話。なお、同誌同年9月号からは「メイドじゃないもん!スイートキス」にタイトルを改めている。また、基本的には30ページ程度のストーリー連載であったが、同誌同年8月号では4コマ漫画という形態で発表された。
両親の事故死に伴い、甲斐崎という資産家の邸宅で生活することになった孤児・日高桃愛の日常を描いた作品。連載当初は桃愛が甲斐崎家の後継者問題に巻き込まれるという、幼児も読者対象にしている『ちゃお』ではかなりハードで生々しい内容だった。しかし第3話以降から、学園生活や桃愛がアキラに恋をしてしまうという内容が加えられるなど、路線変更が行われた。 

## 物語の背景
- 桃愛が身を寄せる甲斐崎家は、島が5つも買えるほどの資産を保有している。また、その邸宅の広大な敷地の一部は密林になっており、トラ、オオカミ、クマ、ジャイアントパンダが生息している。
- 甲斐崎家には後継者問題が発生しており、桃愛は母親が甲斐崎家の血縁者であったため、この問題に巻き込まれた。
- 第1話中の台詞から甲斐崎家の邸宅の所在地は日本であることがわかる。また、作中第2話でセシルと桃愛が乗っていた車のナンバープレートに「札幌」の文字が確認できるが、具体的な所在地までは明らかにされていない。
- 甲斐崎家は自費で学校を運営しており、第3話の途中からは同校高等部も舞台となっている。

## 登場人物
日高桃愛（ひだか ももあ）
この作品の主人公。やや天然ボケでドジ。
両親の事故死が元で甲斐崎家にメイドとして預けられたが、知り合いの弁護士から自身が甲斐崎家の跡取り（甲斐崎家の当主の孫）であることを告げられる。甲斐崎家で暮らす内に、次期家長候補の甲斐崎アキラ（後述）と徐々に惹かれ合う関係となった。
甲斐崎アキラ（かいざき アキラ）
甲斐崎家当主の孫で、次期家長と目されていた人物。
桃愛の出現で一度はその座を失いかけたが、当主の裁量により当面はその立場を保留された。プライドが高く、やや傲慢な性格で、人間不信気味だが、桃愛と出会ってからは素直な感情を見せるようになった。桃愛が生徒会長にキスをされそうになったときに、生徒会長になることを宣言した。
笹芝セシル（ささしば セシル）
アキラとは小さいころから懇意にしてもらっている。
甲斐崎家の内情によく通じており、桃愛にその事情を語っている。
まっちゃ
甲斐崎家の庭にいたパンダの子供。
いつの間にか桃愛の荷物に紛れ込み、桃愛にいつも付いて回っている。「マキャー」と鳴き、まんじゅうが好物。

## 書誌情報
- いわおかめめ 『メイドじゃないもん!』 小学館 〈ちゃおコミックス〉（全3巻）[1]

1. 2009年7月24日発売 ISBN 978-4-09-132644-7
2. 2010年2月1日発売 ISBN 978-4-09-132879-3
3. 2010年6月1日発売 ISBN 978-4-09-133256-1